# Bramston Beach
Bramston Beach is een plaats in de Australische deelstaat Queensland en telt 176 inwoners (2006).